# Opel Admiral
La Admiral è un'autovettura di lusso prodotta dalla Opel tra il 1964 ed il 1977.

## Storia e profilo
Durante il secondo dopoguerra, la Casa di Rüsselsheim mise in listino la Kapitän come ammiraglia, la quale giunse fino al 1963 attraverso varie evoluzioni sia tecniche che stilistiche.
Ma nei primi anni sessanta si cominciò a lavorare al progetto che avrebbe dato vita alla nuova generazione di Kapitän, e non solo: tale progetto avrebbe dato vita non a uno, bensì a tre modelli di punta che avrebbero rivestito il ruolo di ammiraglia.
Fu così che nel 1964 i tre modelli vennero lanciati, ognuno con un proprio livello di lusso.

### Admiral A
La Admiral A faceva parte, insieme alle "sorelle" Diplomat e Kapitän, della cosiddetta (ma non è una denominazione ufficiale) serie KAD di ammiraglie Opel. Nella scelta del nome la casa tedesca riprese peraltro la denominazione di un altro modello prodotto nell'anteguerra dalla fine del 1937 al settembre 1939.

#### Caratteristiche
Le tre vetture, lanciate tutte contemporaneamente nel febbraio del 1964, avevano in comune un look decisamente americaneggiante che, secondo gli uomini Opel, in un momento storico in cui tutto ciò che era "made in USA" era di moda, avrebbe dovuto favorirne il successo. Praticamente identici sia la meccanica telaistica che la carrozzeria, differenziandosi unicamente per alcuni particolari ornamentali, per gli allestimenti interni e, almeno al momento del lancio, per i motori. Nella complessa logica del marketing della casa la Admiral si poneva tra la più ricca Diplomat (disponibile solo con motore V8 di 4.6 litri) e la più economica Kapitän. In pratica andava a sostituire la precedente Kapitän L che a suo tempo aveva affiancato la Kapitän P2 di base come modello dall'allestimento più ricco. Le differenze estetiche fra i modelli Kapitän ed Admiral lanciati nel 1964 furono minime. In concreto la Admiral differiva dalla Kapitän solo per l'allestimento interno più rifinito e per la presenza di qualche inserto cromato. 
Il propulsore delle prime Admiral fu montato per la prima volta nelle Kapitän P2 del 1959, ossia l'ultima serie di Kapitän prima della nuova generazione del 1964. Tale motore, montato anche nella contemporanea Kapitän, aveva una cilindrata di 2586 cm3, la distribuzione a valvole in testa con punterie idrauliche ed erogava una potenza massima di 100 CV a 4600 giri/min, nonché una coppia massima di 185 N·m a 2400 giri/min. Solo per il mercato austriaco, esattamente come nel caso della Kapitän A, venne previsto anche un motore monoalbero in testa da 2,5 litri e 90 CV. In ogni caso, il cambio era a 4 marce, ma a richiesta era possibile avere un cambio automatico Powerglide a due rapporti. I freni erano a disco anteriormente e a tamburo posteriormente. L'avantreno era a ruote indipendenti con bracci trapezoidali trasversali e molle elicoidali, mentre il retrotreno era ancora del tipo ad assale rigido, con molle a balestra semiellittica. Su entrambi gli assi erano presenti ammortizzatori idraulici telescopici e barre stabilizzatrici.
La velocità massima era di 155 km/h. Con la Diplomat, le differenze erano più sensibili, almeno dal punto di vista meccanico, dal momento che quest'ultima montava inizialmente un grosso V8 da 4.6 litri.

#### La carriera commerciale dellaAdmiral A
La Admiral A presentata nel febbraio 1964 fece parte di un piccolissimo lotto di preserie, infatti la produzione in serie vera e propria non sarebbe stata avviata che nel mese di aprile. La Admiral A fu posta in vendita ad un prezzo di base di 12.200 DM. Nel 1965 la logica di posizionamento di mercato venne messa in discussione dalla presentazione dei modelli Admiral 2.8 ed Admiral V8. La prima, introdotta in agosto, fu il modello destinato a sostituire la precedente Admiral 2.6, montava un motore sempre a 6 cilindri in linea, ma da 2784 cm³ e soprattutto con distribuzione ad asse a camme in testa. Tale nuovo motore era in grado di erogare una potenza massima di 125 CV, con velocità massima di 170 km/h. L'Admiral V8 fu invece presentata già qualche mese prima della 2.8, ossia nel marzo 1965: essa era spinta dal V8 da 4.6 litri della Diplomat di base: tale motore, di origine Chevrolet e della cilindrata di 4630 cm³, vantava un buon livello di coppia, più che di potenza. A fronte di 190 CV a 4600 giri/min, la coppia massima arrivava a ben 354 N·m a 2400 giri/min. La velocità massima era di 200 km/h. Tali aggiornamenti interessarono contemporaneamente anche la più economica Kapitän, mentre la Diplomat A in versione berlina continuò ad essere prodotta con il motore da 4.6 litri e come coupé, con propulsore da 5.4 litri. La Admiral era disponibile, a differenza della sorella maggiore, solo in versione berlina. Nel settembre del 1967 il motore 2.8 venne proposto anche in una nuova variante con potenza massima di 140 CV. 
La Admiral A, ossia la prima serie delle nuove Admiral, fu prodotta fino al novembre 1968 in 55.876 esemplari, di cui 31.318 con motore da 2.6 litri, 23.396 con motore da 2.8 litri e solo 623 esemplari con motore V8 da 4.6 litri.

### Admiral B

#### Caratteristiche
Nel gennaio 1969 fu avviata la produzione della seconda generazione delle KAD, mentre la presentazione al pubblico del novo modello avvenne il mese successivo. Nel complesso, la Admiral B risultò leggermente più ridotta come ingombri (circa 4 cm in meno in larghezza). Lo stile della vettura venne attualizzato specialmente nella vista frontale, dove calandra e fari emersero a filo con la carrozzeria anziché rimanere incassati fra i parafanghi, e si svilupparono in tutta la larghezza della sezione frontale. Anche la vista laterale, comunque risultò più moderna. Per questi ed altri particolari (gruppi ottici posteriori, paraurti, ecc) l'Admiral B si distingueva esteticamente dalla Diplomat B, mentre rimase sostanzialmente molto simile alla Kapitän B.
La gamma motori era basata su di un'unica unità, ossia il 2.8 disponibile nella versione a carburatore già montato sulla generazione precedente, inizialmente sempre disponibile in due livelli di potenza, ma leggermente aggiornati rispetto alla Admiral A. Passarono infatti rispettivamente da 125 a 132 CV e da 140 a 145 CV. Oltre a questi propulsori, la Admiral B adottò il 2.8 ad iniezione della "sorella maggiore" Diplomat. In questo modo la potenza massima salì fino a 163 CV. Le velocità massime raggiungibili dai tre modelli della Admiral B erano di 175 e 182 km/h per le due versioni a carburatore, mentre la versione ad iniezione raggiungeva i 190 km/h. Qualche novità si ebbe anche dal punto di vista del cambio, che di serie era sempre a 4 marce, ma opzionalmente si poteva scegliere anche un nuovo cambio automatico GM Turbo Hydra-Matic a tre rapporti, il quale andò a soppiantare il vecchio Powerglide a due rapporti.

#### Evoluzione della gamma

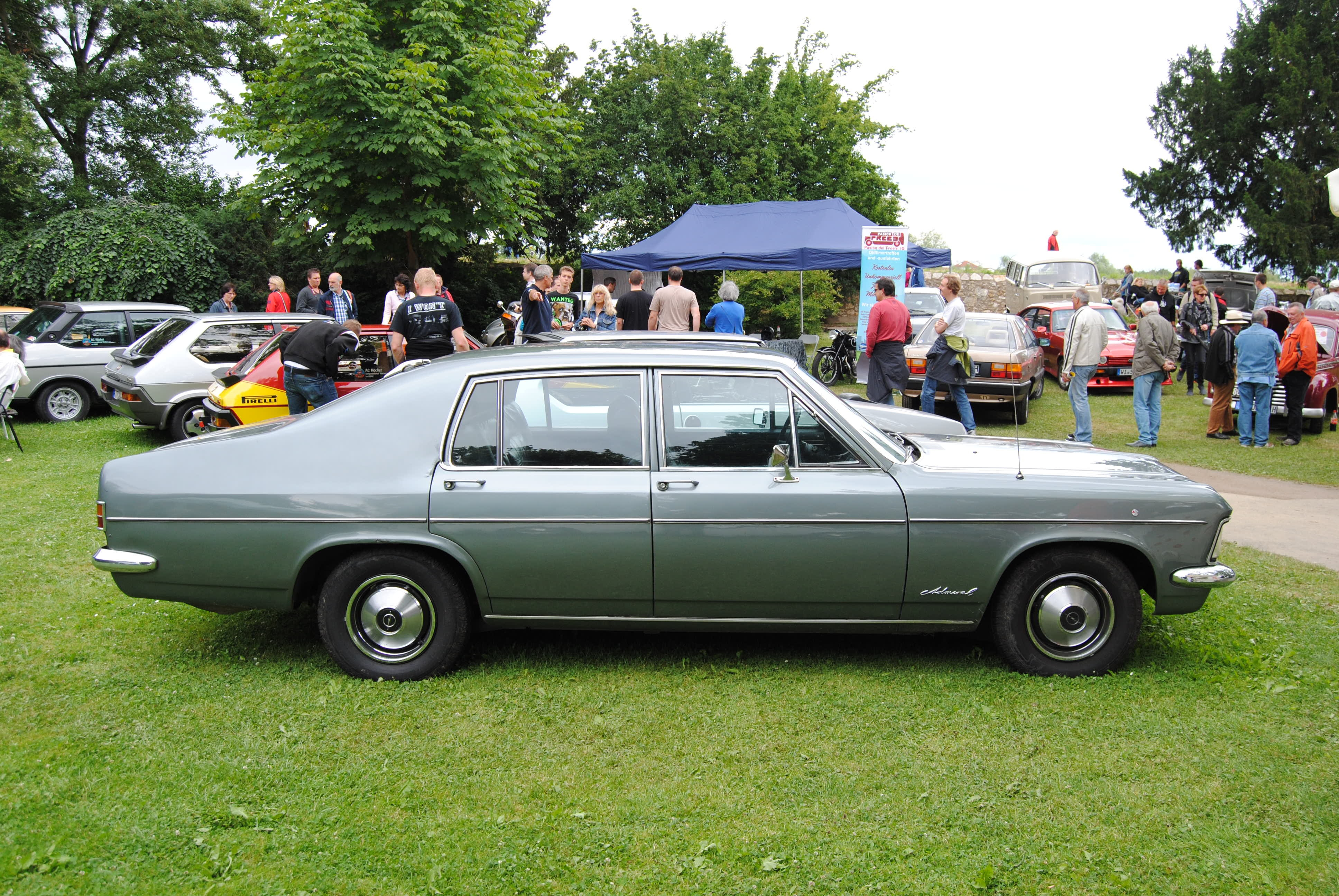
Una Opel Admiral B Vogt fastback

A differenza della precedente Admiral A, la carriera commerciale della Admiral B fu decisamente meno ricca di novità, pur protraendosi per più anni. Nel giugno del 1970 venne introdotto un allestimento di base destinato a sostituire le ultime Kapitän uscite di listino proprio in quel periodo. Tale nuovo modello, spesso indicato come Admiral N, fu disponibile in abbinamento alle due motorizzazioni a carburatore. A partire dal gennaio 1972 la Admiral 2.8E divenne disponibile solo con l'automatico a 3 rapporti, mentre le altre Admiral continuarono ad essere proposte con il manuale a 4 marce. Nel settembre dello stesso anno, fra gli optional comparve un tetto in vinile che integrava anche il montante posteriore. Nello stesso periodo venne proposto un ulteriore allestimento, questa volta particolarmente ricco. La Admiral così equipaggiata prese il nome di Admiral Royal. Nel marzo 1973 i freni anteriori, fino a quel momento a dischi pieni, divennero a dischi autoventilanti. Nel settembre 1974 vi furono alcuni aggiornamenti agli interni, con l'arrivo di un nuovo volante a quattro razze e dei poggiatesta sui sedili. Vi fu anche l'arrivo di nuovi pneumatici cinturati. 
In quegli anni gli effetti della crisi petrolifera cominciarono a farsi sentire anche nelle scelte della Opel, specie relativamente a modelli di grossa cilindrata come la Admiral. Per questo, nel marzo 1975 i motori subirono un leggero depotenziamento. A partire dal mese di aprile del 1976, la Admiral divenne disponibile solo con il motore meno potente: i modelli equipaggiati con gli altri motori non uscirono di listino, ma vennero semplicemente integrati nella gamma Diplomat, assumendone la denominazione. La gamma Admiral divenne quindi composta da due sole versioni, ossia la N e la più completa L. 
La Admiral B uscì di listino nel luglio del 1977, rimpiazzata dalla Senator: la sua produzione ammontò a 35.622 esemplari. La carrozzeria Vogt ne realizzò alcune fuoriserie con carrozzeria fastback quattro porte.